# Daule
Daule este un oraș din Ecuador de 34.632 locuitori. Este reședința cantonului Daule.
1. ↑   (PDF) https://app.sni.gob.ec/sni-link/sni/PORTAL_SNI/data_sigad_plus/sigadplusdiagnostico/0960000490001_PDyOT%20DAULE%20-%202015-2025%20FASE%20DIAGN%C3%93STICO_13-03-2015_11-30-32.pdf Lipsește sau este vid: |title= (ajutor)